# Fatai
Fatai es una localidad del distrito de Nukunuku, en Tonga. Tiene una población de 253 habitantes en 2021.